# 5-а танкова дивизия (Вермахт)
5-а танкова дивизия е една от танковите дивизии на Вермахта по време на Втората световна война.

## История
5-а танкова дивизия е сформирана през ноември 1938 г. в Опелн. Участва в нападението над Полша през 1939 г. Играе важна роля в битката за Франция през 1940 г., след което нейния 15-и танков полк става основа за 11-а танкова дивизия.
Участва в нападението над Съветския съюз през юни 1941 г. като част от група армии „Център“. В началото на 1943 г. участва в боевете край Дамянск, а през юли същата година в битката при Курск, където понася тежки загуби. В началото на 1944 г. води боеве в край река Днепър, а в края в Латвия и Курландия. През 1945 г. участва в защитата на Източна Прусия и се предава на съветските войски след упорита защита на полуостров Хел.

## Командири
- Генералоберст Хайнрих фон Витингоф-Шел – (1 септември 1939 – 8 октомври 1939 г.)
- Генерал-лейтенант Макс фон Хартлиб-Валспорн – (8 октомври 1939 – 29 май 1940 г.)
- Генерал от танковите войски Йоахим Лемелсен – (29 май 1940 – 25 ноември 1940 г.)
- Генерал от танковите войски Густав Фен – (25 ноември 1940 – 10 август 1942 г.)
- Генерал-лейтенант Едуард Мец – (10 август 1942 – 1 февруари 1943 г.)
- Генерал-майор Йоханес Недтвиг – (1 февруари 1943 – 20 юни 1943 г.)
- Генерал-лейтенант Ернст-Феликс Факенщет – (20 юни 1943 – 7 септември 1943 г.)
- Генерал от танковите войски Карл Декер – (7 септември 1943 – 15 октомври 1944 г.)
- Генерал-майор Ролф Липерт – (16 октомври 1944 – 5 февруари 1945 г.)
- Генерал-майор Гунтер Хофман-Шонборн – (5 февруари 1945 – ? април 1945 г.)
- Оберст от резерва Ханс Херцог – (? април 1945 – 8 май 1945 г.)

## Носители на награди
- Носители на свидетелство за похвала от главнокомандващия на армията (4)
- Носители на почетна кръгла тока на сухопътните части (24)
- Носители на Германски кръст, златен (128)
- Носители на Германски кръст, сребърен (2)
- Носители на Рицарски кръст (57)
- Носители на Рицарски кръст и Орден за военни заслуги (1)